# Сафаров Сергій Віталійович
Сергі́й Віта́лійович Сафа́ров — старший солдат Збройних сил України, учасник російсько-української війни.

## Нагороди та вшанування
- Указом Президента України № 750/2019 від 14 жовтня 2019 року за «особисту мужність і самовідданість, виявлені під час бойових дій, зразкове виконання військового обов'язку» нагороджений орденом «За мужність» III ступеня[1].